# Moralia in Iob
I Moralia in Iob o Moralia sive Expositio in Iob sono un imponente scritto di commento al Libro di Giobbe composto da papa Gregorio Magno.
All’interno della produzione di Gregorio, rappresentano l’opera di maggior impegno ed estensione. I Moralia si compongono di 35 libri, nei quali vengono commentati, in ordine dal primo all’ultimo, i 42 capitoli del testo veterotestamentario, con anche l’inserimento di ampie digressioni, osservazioni, ammonimenti morali e interpretazioni spirituali. Lo scritto riscosse immediatamente un’enorme fortuna in tutta Europa, che mantenne inalterata per i secoli successivi.

## La composizione e la struttura dell'opera
Sono note informazioni molto precise sulle circostanze e le modalità di composizione dei Moralia. Mentre Gregorio si trovava presso la corte di Costantinopoli in qualità di apocrisario, venne esortato dai confratelli lì presenti – sollecitati anche da Leandro di Siviglia, futuro dedicatario dell’opera, anch’egli allora a Costantinopoli – ad intraprendere un’opera di commento al Libro di Giobbe. Dopo alcune iniziali ritrosie, dovute alla quantità e alla difficoltà del lavoro, verso il 579 Gregorio si accinse ad intraprendere il grande sforzo esegetico, che si sarebbe concluso negli anni 585-586 al momento della partenza da Costantinopoli. L’opera, tuttavia, durante gli anni successivi andò incontro a diverse e importanti riscritture. Nell’aprile del 591, quando Leandro di Siviglia ne chiese l’invio, i Moralia erano stati completati, ma non erano ancora pronti per la diffusione. La revisione doveva essere ormai stata terminata nel luglio del 595, quando Gregorio inviò a Leandro parte dei Moralia in Iob insieme alla Regula pastoralis. Ciò non impedì però al pontefice di porre nuovamente mano all’opera: dopo il 596, ad esempio, venne inserito un riferimento all’evangelizzazione e conversione degli Angli, che avvenne in quegli anni ad opera di Agostino di Canterbury. Come sembra di capire da un’epistola, nel luglio del 600 l’opera doveva essere definitivamente conclusa e quindi pronta per essere copiata e diffusa.
Nell’epistola introduttiva ai Moralia, Gregorio ripercorre il lungo processo compositivo che ha portato all’opera. Inizialmente, egli si limitò a commentare a voce passi che i suoi ascoltatori avevano sottomano, poi passò a dettare il commento di ulteriori passaggi. Successivamente, quando ebbe a disposizione maggior tempo, rielaborò il testo, lasciando alcune parti identiche, aggiungendone altre e togliendone poche altre ancora, preoccupandosi soprattutto di controllare e correggere le note che erano state apposte durante il suo primo commento a voce. Infine, quando dettò gli ultimi capitoli, fece in modo che si adattassero allo stile di quelli già composti. Si riscontra quindi da parte di Gregorio un’intensa attività di correzione e rielaborazione, finalizzata soprattutto a rendere i Moralia un testo omogeneo.

## Le motivazioni dell'opera
Oltre alla ragione esterna rappresentata dalla richiesta di Leandro e dei confratelli, a spingere Gregorio a comporre i Moralia in Iob potrebbero essere state anche motivazioni più profonde. Secondo Paolo Siniscalco, una prima motivazione risiederebbe nel fatto che Gregorio – allora preda di gravi sofferenze, fisiche, ma legate soprattutto all’allontanamento forzato dalla vita monastica e contemplativa – avrebbe colto alcune corrispondenze fra la propria vicenda e quella di Giobbe, uomo giusto tuttavia duramente colpito da Dio. Una seconda motivazione sarebbe di carattere ecclesiologico e risiederebbe nella possibilità di leggere nella vicenda di Giobbe una prefigurazione di Cristo e della Chiesa: i dolori patiti da Giobbe sono paragonabili a quelli di Cristo, ma anche alle traversie vissute dalla Chiesa; gli amici che prima insultano Giobbe e poi si riconciliano con lui rappresenterebbero gli eretici, che talvolta possono rientrare in seno alla Chiesa, e così via. Un terzo motivo consisterebbe nella lettura del Libro di Giobbe, da parte di Gregorio, come rappresentazione dell’intera vicenda umana, intesa sia come dramma dell’uomo di ogni tempo e di ogni luogo che si interroga sulla sofferenza propria o altrui nell’assenza di colpa, sia come storia profonda dell’umanità.

## Il metodo esegetico dell'opera
Nel commentare il Libro di Giobbe, Gregorio parte sempre dall’interpretazione letterale del testo, per poi passare al significato allegorico e giungere infine al senso morale in esso contenuto. Per assolvere all’intento di edificare moralmente i lettori, considerato il vero compito dell’esegeta, Gregorio dedica uno spazio e una cura maggiori agli ultimi due procedimenti interpretativi, quello allegorico e quello morale. È Gregorio stesso a spiegare come l’andamento del discorso non debba mai essere univoco, ma debba al contrario adattarsi di volta in volta alla situazione e al passo biblico preso in questione, e come l’esegeta non debba trattenersi dalle digressioni finalizzate all’edificazione morale del lettore. Anche i tre piani interpretativi, di conseguenza, non ricorrono in maniera identica: in alcuni casi, tutti e tre i sensi vengono ricercati, mentre in altri l’interpretazione letterale viene trascurata o del tutto ignorata; in rari casi, infine, un genere di interpretazione viene interdetto, in quanto risulterebbe fuorviante per il lettore e non permetterebbe di cogliere il vero significato della parola divina.

## Il successo e la diffusione dell'opera
A partire dal VII secolo, i Moralia in Iob si diffusero con rapidità in tutta Europa, dove divennero una delle opere maggiormente lette. A testimoniare la grande fortuna dell’opera concorrono diversi fattori: il grande numero di manoscritti che hanno conservato il testo, circa 1500; i volgarizzamenti in antico tedesco (X secolo), in spagnolo (XI secolo), in italiano (XIV secolo) e in francese (XVII secolo); i numerosi florilegi e riduzioni dell’opera; le citazioni e i rimandi frequenti all’opera da parte degli autori successivi, fra i quali Beda, Alcuino, Rabano Mauro, Tommaso d’Aquino e moltissimi altri.
Argomento collegato al successo e alla diffusione dell’opera è il pubblico per cui essa era stata pensata. Gregorio, infatti, considerava i Moralia un’opera difficile e non popolare, che avrebbe potuto causare più danni che vantaggi spirituali al pubblico incolto che l’avesse ascoltata e fraintesa. Nelle intenzioni dell’autore, l’opera è anzitutto rivolta ai monaci, ai quali vuole offrire un modello perfetto di vita cristiana, e i pastori, ai quali vuole dimostrare gli strumenti e le condizioni per una predicazione efficace. L’opera, tuttavia, al di là delle parole di Gregorio, si rivolge anche a un pubblico più vasto, in cui sono compresi quanti cerchino Dio nelle traversie spesso dolorose e assurde della vita umana. Da questo punto di vista, quindi, i Moralia si prestano a diventare patrimonio popolare, in quanto basati sulla Bibbia messa alla portata degli intellettuali, degli spirituali, ma anche dei semplici.

## Edizioni di riferimento
- Gregorii I Papae Registrum epistolarum. I. Libri I-VII, edd. P. Ewald – L.M. Hartmann, Berlino 1891 (MGH Epp. I), V, 53a (= epistula ad Leandrum, pp. 353–358)
- S. Gregorii Magni Moralia in Iob, 3 voll., ed. M. Adriaen, Tunrhout 1979-1985 (CCSL CXLIII, CXLIII A, CXLIII B)
- S. Gregorii Magni Romani Pontificis Moralium Libri, sive Expositio in Librum B. Job, 2 voll. (PL LXXV, col. 509 – LXXVI, col. 782)
- San Gregorio Magno, Commento morale a Giobbe, 4 voll., cur. P. Siniscalco (ed.) – E. Gandolfo (trad. comm.), Roma, 1992-2001